# Manuela Miranda
Manuela Miranda (San Vicente, intendencia de San Salvador, Capitanía General de Guatemala c. 1780s - El Salvador siglo XIX) fue, junto con su hermana María Feliciana de los Ángeles, una de las principales dirigentes del motín independentista ocurrido en Sensuntepeque en el año 1811 por el que sería arrestada, azotada y enviada a servir al cura de San Vicente Manuel Antonio de Molina. Se la considera una de las heroínas de la independencia de El Salvador.

## Biografía
Manuela Miranda nacería en San Vicente, intendencia de San Salvador, Capitanía General de Guatemala, por la década 1780s. Sería hermana de María Feliciana de los Ángeles Miranda, siendo ambas en la actualidad consideradas heroínas de la independencia salvadoreña.
El 20 o 29 de diciembre de 1811, junto con su hermana y los comisarios Juan Morales, Antonio Reyes e Isidro Cibrían, lideraron un motín independentista en la localidad de Sensuntepeque, en el cual se depondría al teniente subdelegado del partido de Sensuntepeque José María Múñoz.
Debido a no contar con suficientes apoyos, las autoridades de Sensuntepeque lograrían desarticular el motín, perseguir y aprisionar a los involucrados. Mientras los comisarios fueron enviados al castillo de Omoa (en la intendencia de Comayagua); Manuela y su hermana fueron llevadas a San Vicente, donde serían recluidas en el convento de San Francisco de esa población.
Se las sentenciaría a ser azotadas en la plaza pública de San Vicente, para posteriormente a pasar al servicio del cura de esa población Manuel Antonio de Molina. Mientras que María Feliciana fallecería por las heridas recibidas o por una enfermedad; Manuela sobreviviría y quedaría al servicio del cura vicentino, luego de lo cual no se sabe más de ella, probablemente fallecería en algún momento posterior a la independencia.